# Janthinea viola
Janthinea viola là một loài bướm đêm trong họ Noctuidae.